# Frankie Jordan
Frankie Jordan, nom de scène de Claude Benzaquen, né le 19 juillet 1938 à Oran (Algérie française) et mort le 3 juin 2025 à Neuilly-sur-Seine (Hauts-de-Seine), est un chanteur français, pionnier du rock français.

## Biographie
Frankie Jordan connaît le succès au début des années 1960, avec, entre autres, Tu parles trop, reprise de la chanson américaine You talk too much, puis Dieu merci elle m'aime aussi, (1961) adaptation de « (en) Hallelujah I Love Her So » de Ray Charles, et quelques célèbres adaptations de Fats Domino (sur le 45 Tours 4 titres Rencontre Fats Domino sorti en 1962 : M'en revenant de guerre (adaptation de Walking to New Orleans (1960), Oh! La! La! La! La! (adaptation de When I was young (La-La-La) (1959), Elle Est Partie Laurie (adaptation de What a party (1961) et C'est Arrivé En Vélo (adaptation de Rockin' bicycle (1961) ; ensuite vient Panne d'essence, reprise de la chanson américaine Out of Gas, en 1961, dans laquelle une Sylvie Vartan débutante lui donne la réplique. Malgré le succès, Frankie Jordan continue ses études médicales, parallèlement à ses concerts. En 1961 en particulier, il est à l'affiche du premier festival international de rock au Palais des sports de Paris.
Il figure sur la « photo du siècle » regroupant 46 vedettes françaises du « yéyé » en avril 1966.
Sans avoir perdu la faveur du public, il abandonne la chanson pour se consacrer à ses activités de chirurgien-dentiste, enseignant en faculté. En 1996, il a été fait chevalier dans l'Ordre de la Légion d'honneur et en 2005, officier dans l'Ordre des Arts et des Lettres.
Frankie Jordan meurt à Neuilly-sur-Seine le 3 juin 2025 à l'âge de 86 ans des suites d'un cancer. Il est inhumé au cimetière parisien de Bagneux (division 74).

## Discographie

### Supers 45 tours
- J'aime ta façon de faire ça (duo avec Sylvie Vartan) / Panne d'essence (duo avec Sylvie Vartan) / Belle-maman / J'en ai ma claque, Decca, 1961
- Tu parles trop / Odile / Clin d'œil / Ol' man river, Decca, 1961
- Elle est passée / Le petit lascar / Rue des Quatre-vents / Le transistor, Decca, 1961
- Le chemin de la joie / Baby, réponds-moi / La de dah / La marche des twisters, Decca, 1962
- Marche tout droit / Ce petit jeu / Loin de toi / Hully gully baby, Decca, 1963

### CD
- Surprise partie : Rue de la solitude / Toute ma vie / Dites-moi les filles / Brûle ta vie / J’ai changé de patelin / Le chemin de la joie / Baby, réponds-moi oui / La dee dah / La marche des twisters / M’en revenant de guerre / Oh ! la ! la ! la ! la ! / Elle est partie Laurie / C’est arrivé en vélo / Ce petit jeu / Loin de toi / Hully gully baby / Marche tout droit
- Frankie Jordan : Rue des Quatre-vents / Tu parles trop / J'en ai ma claque / Panne d'essence / Elle est passée / Le transistor / Clin d'œil / 24 000 baisers (reprise de '24.000 Baci' de Adriano Celentano) / Odile / Belle-maman /  Decca (25 cm remastérisé), 2003